# Inclusão citoplasmática
As inclusões citoplasmáticas são diversas substâncias intracelulares acumuladas no citoplasma que não realizam nenhuma actividade metabólica e não estão unidas a membranas. As inclusões são constituídas por nutrientes armazenados, produtos de secreção e grânulos de pigmentos. Exemplos de inclusões são os grânulos de glicogénio no fígado e células musculares, gotas de lípidos nos adipócitos, grânulos de pigmentos em determinadas células da pele e cabelo, vacúolos que contêm água, e cristais de vários tipos.
Estas estruturas foram pela primeira vez observadas por O. F. Müller em 1786.

## Exemplos
Glicogénio. O glicogénio é a forma mais comum de armazenar glicose em animais e é especialmente abundante nas células musculares e hepatócitos. Surgem em micrografias electrónicas como agrupamentos ou rosetas de partículas beta que fazem lembrar superficialmente ribossomas, localizadas perto do retículo endoplasmático liso. O glicogénio é uma fonte de energia importante para a célula, que é mobilizada quando existe demanda dela. As enzimas responsáveis pela  glicogenólise degradam o glicogénio libertando moléculas de glicose que pode ser utilizada por múltiplos órgaos do corpo (As plantas, em vez de grânulos de glicogénio têm grânulos de amido armazenados nos seus cloroplastos e amiloplastos, onde armazenam os açucares produzidos na fotossíntese).
Lípidos. Os lípidos das inclusões são triglicéridos armazenados não apenas em células especializadas como os adipócitos, mas também como pingas individuais em vários tipos celulares, especialmente nos hepatócitos. São fluídos à temperatura corporal e aparecem nas células vivas como pingas esféricas refractantes. Os lípidos produzem mais do dobro de calorias por grama do que os carboidratos. Servem como fonte de energia e de cadeias de carbono curtas que a célula usa para a síntese de membranas e outros lípidos ou produtos de secreção.
Cristais. As inclusões cristalinas são componentes normais de vários tipos celulares como as células de Sertoli e células de Leydig do testículo humano e ocasionalmente em macrófagos. Estas estruturas cristalinas são formas de certas proteínas que se localizam por toda a célula, como no núcleo, mitocondrias, retículo endoplasmático, complexo de Golgi e livres no citoplasma.
Pigmentos. O pigmento mais comum do corpo, além da hemoglobina dos glóbulos vermelhos, é a melanina, fabricada pelos melanócitos da pele e cabelo, células pigmentares da retina e células nervosas especializadas da substância negra do cérebro. Estes pigmentos têm funções protetoras para a pele e auxiliam a função visual na retina, mas as suas funções nos neurónios não são totalmente compreendidos. Além disso, o tecido cardíaco e os neurónios do sistema nervoso central mostram um pigmento castanho amarelado chamado lipofuscina.
Produtos de secreção. As hormonas, mucus, enzimas digestivas, neurotransmissores, proteínas fibrosas são todas tipos diferentes de produtos secretores que se encontram em inclusões citoplasmáticas.